# Everaldo Coelho
Everaldo Coelho (Brazilië, 25 maart 1978) is een Braziliaans grafisch ontwerper en illustrator. Hij is gespecialiseerd in het maken van pictogrammen, thema's en ontwerpen van gebruikersomgevingen. Daarnaast heeft Coelho ook onder meer kinderboeken geïllustreerd en zakelijke ontwerpen gemaakt. Hij is echter vooral bekend van het Crystal-pictogramthema, dat lange tijd populair was op Linux en nog steeds in gebruik is op sommige Wikipediapagina's en websites.

## Carrière
Coelho is begonnen als illustrator. Hij leverde onder meer illustraties voor kinderboeken, schoolboeken en tijdschriften (waaronder een Linux-tijdschrift). In 1998 kocht Coelho zijn eerste computer, een Mac. Hij zocht op internet naar een ander besturingssysteem en kwam zo bij Linux terecht. Vervolgens installeerde hij WindowMaker en begon hij thema's ervoor te ontwerpen.
In 2000 werkte hij als freelancer voor Conectiva, waar hij pictogrammen voor ontwierp. Later werd hij in vaste dienst genomen en ontwierp hij de gebruikersomgeving van Conectiva Linux, op basis van KDE. Zijn eerste ontwerp was een KDE-opstartscherm. Zijn collega, Helio Castro, deelde het vervolgens op themawebsite KDE-Look (nu: KDE Store).
Coelho werkte uiteindelijk voor Conectiva en Linspire (toentertijd bekend van LindowsOS), en later als freelancer voor SUSE, KDE, Mozilla en diverse andere Linux-gerelateerde projecten. Ook heeft hij als grafisch ontwerper bij Apple en het Braziliaanse entertainmentbedrijf Movile gewerkt en was hij oprichter van en consultant bij Yellowicon Studio.
In eerste instantie gebruikte hij CorelDRAW 9; later stapte hij over op GIMP en Adobe Illustrator.

## Crystal
Everaldos is vooral bekend van het Crystal-pictogramthema. Het pictogramthema is doorzichtig en weerspiegelend en was lange tijd populair op Linux en is ook nog steeds in gebruik op sommige Wikipediapagina's en andere website. Ook heeft het thema geleid tot meer gebruik van SVG voor pictogrammen.
Het idee voor het thema is ontstaan tijdens zijn werk voor Conectiva Linux 8. Conectiva wilde Windows XP- en Mac OS X-gebruikers aan zich binden. Het pictogramthema moest daarom opvallend en aantrekkelijk zijn, "ergens tussen het realisme van de Mac OS X-pictogrammen en cartooneske stijl van Windows XP".
Voor 2001 was het standaard pictogramthema van KDE Torsten Rahns HiColor. In 2001 maakte Frank Karlitschek de website "KDE-Look" (nu: KDE Store), waar Rahn Everaldos Crystal-thema tegenkwam. Hij zette zijn werk aan HiColor stop en ging een samenwerking met Everaldo aan om Crystal verder uit te breiden. KDE 3.1 was de eerste uitgave met Crystal als standaard pictogramthema.

### Voorbeeldpictogrammen
|  |